# Потажиця (Яроцинський повіт)
Потажиця (пол. Potarzyca, нім. Annarode) — село в Польщі, у гміні Яроцин Яроцинського повіту Великопольського воєводства.
Населення — 685 осіб (2011).
У 1975-1998 роках село належало до Каліського воєводства.

## Демографія
Демографічна структура станом на 31 березня 2011 року:
|          | Загалом | Допрацездатний вік | Працездатний вік | Постпрацездатний вік |
| -------- | ------- | ------------------ | ---------------- | -------------------- |
| Чоловіки | 339     | 66                 | 232              | 41                   |
| Жінки    | 346     | 64                 | 193              | 89                   |
| Разом    | 685     | 130                | 425              | 130                  |